# Muzeum Marynarki Wojennej w Gdyni
Muzeum Marynarki Wojennej w Gdyni – muzeum gromadzące eksponaty związane z Marynarką Wojenną Rzeczypospolitej Polskiej. Powstało w Gdyni 28 czerwca 1953.
Pierwszą siedzibą Muzeum MW była stara willa położona obok plaży w Gdyni, w której ulokowano ekspozycję, a na okalającym ją  terenie eksponowano elementy uzbrojenia i wyposażenia okrętowego jak np. działa artylerii nadbrzeżnej z Helu, działa wydobyte z wraku stawiacza min ORP „Gryf”, działka przeciwlotnicze z ORP „Błyskawica”, torpedy, miny. Ze składnicy muzealnej w Gdańsku sprowadzono kilkanaście luf armatnich i armat morskich pochodzących z XVIII i XIX w. W 1960 r. w muzeum ustawiono łódź  „Chatka Puchatków”, na której dwaj polscy żeglarze przepłynęli Atlantyk w latach 1958–59.
Również w 1960 r. muzeum zyskało bardzo atrakcyjny eksponat – zasłużony w walkach w czasie II wojny światowej niszczyciel ORP „Burza”, przycumowany w porcie przy Skwerze Kościuszki. W czasie 15-letniej służby okręt-muzeum zwiedziło ponad 3,7 mln osób. Zły stan techniczny okrętu spowodował, że 1 maja 1976 ORP „Burza” został przeznaczony na złom, a funkcję okrętu-muzeum przejął wycofany ze służby w marynarce ORP Błyskawica, najstarszy na świecie zachowany do dziś niszczyciel.
W maju 1969 r. zamknięto obiekt i wystawę z uwagi na zły stan techniczny budynku, po czym przeniesiono część eksponatów do tymczasowej sali przy Klubie Marynarki Wojennej, a ekspozycje plenerową broni i uzbrojenia morskiego umieszczono przy Bulwarze Nadmorskim.
Jednym z ciekawszych eksponatów jest jedyny zachowany na świecie egzemplarz niemieckiej bombotorpedy o napędzie rakietowym BT 1000 z II wojny światowej.
28 listopada 2012 odbyło się uroczyste otwarcie nowej, obecnej siedziby muzeum w gmachu współdzielonym z Muzeum Miasta Gdyni. 
W listopadzie 2018 z okazji 100-lecia Marynarki Wojennej otwarto nową, multimedialną wystawę stałą. Planowane jest dobudowanie podziemnej części placówki w miejscu skansenu Ekspozycji Plenerowej Broni i Uzbrojenia Morskiego.

## Działy muzeum
- Okręt-muzeum ORP Błyskawica

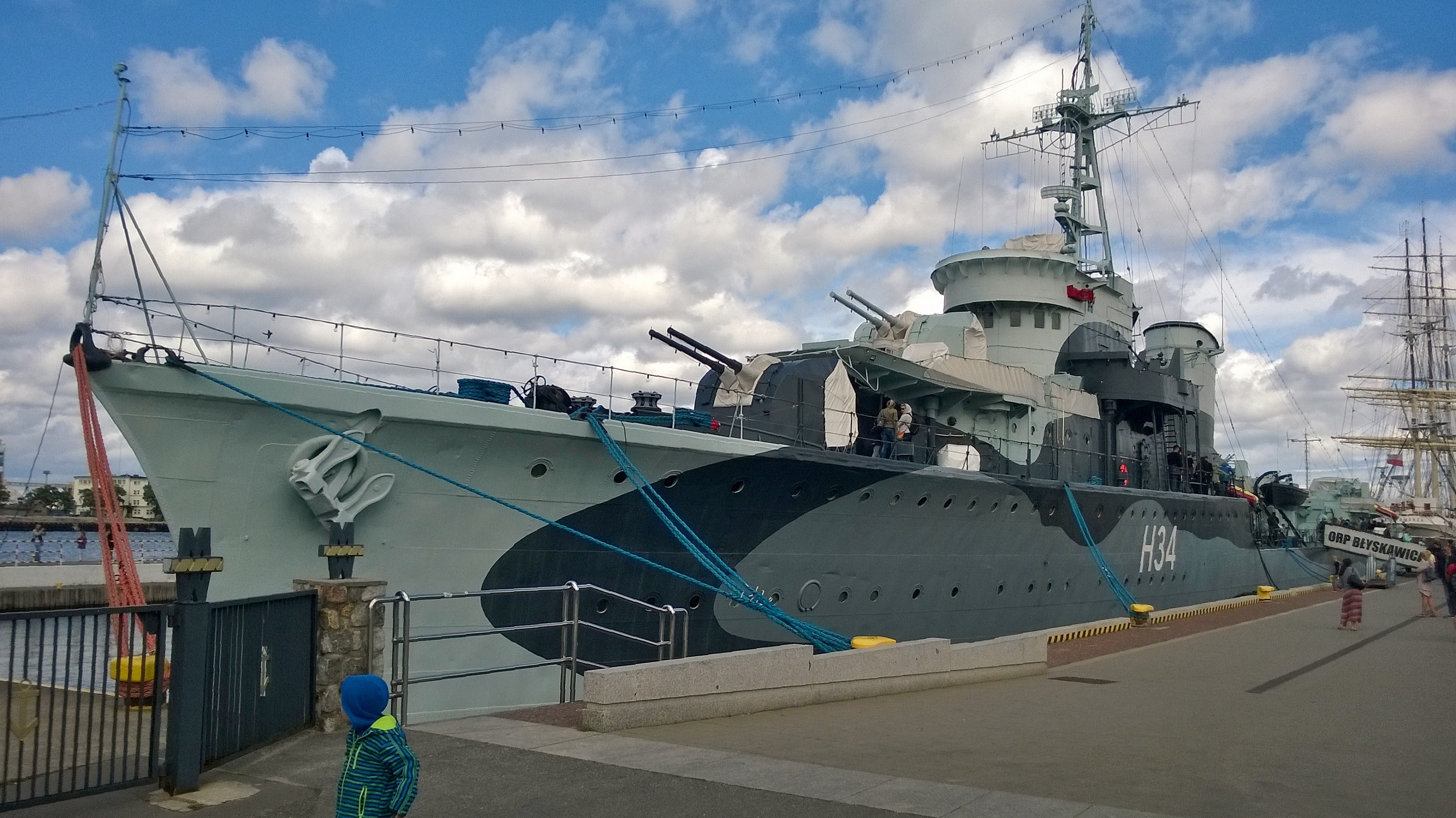
Okręt-muzeum ORP Błyskawica

- Ekspozycja Plenerowa Broni i Uzbrojenia Morskiego
- Dział Dokumentacji i Opracowań
- Dział Broń i Uzbrojenie
- Dział Numizmaty i Falerystyka
- Dział Sztuka
- Dział Modele
- Dział Pamiątki
- Dział Umundurowanie i oporządzenie żołnierskie

## Galeria

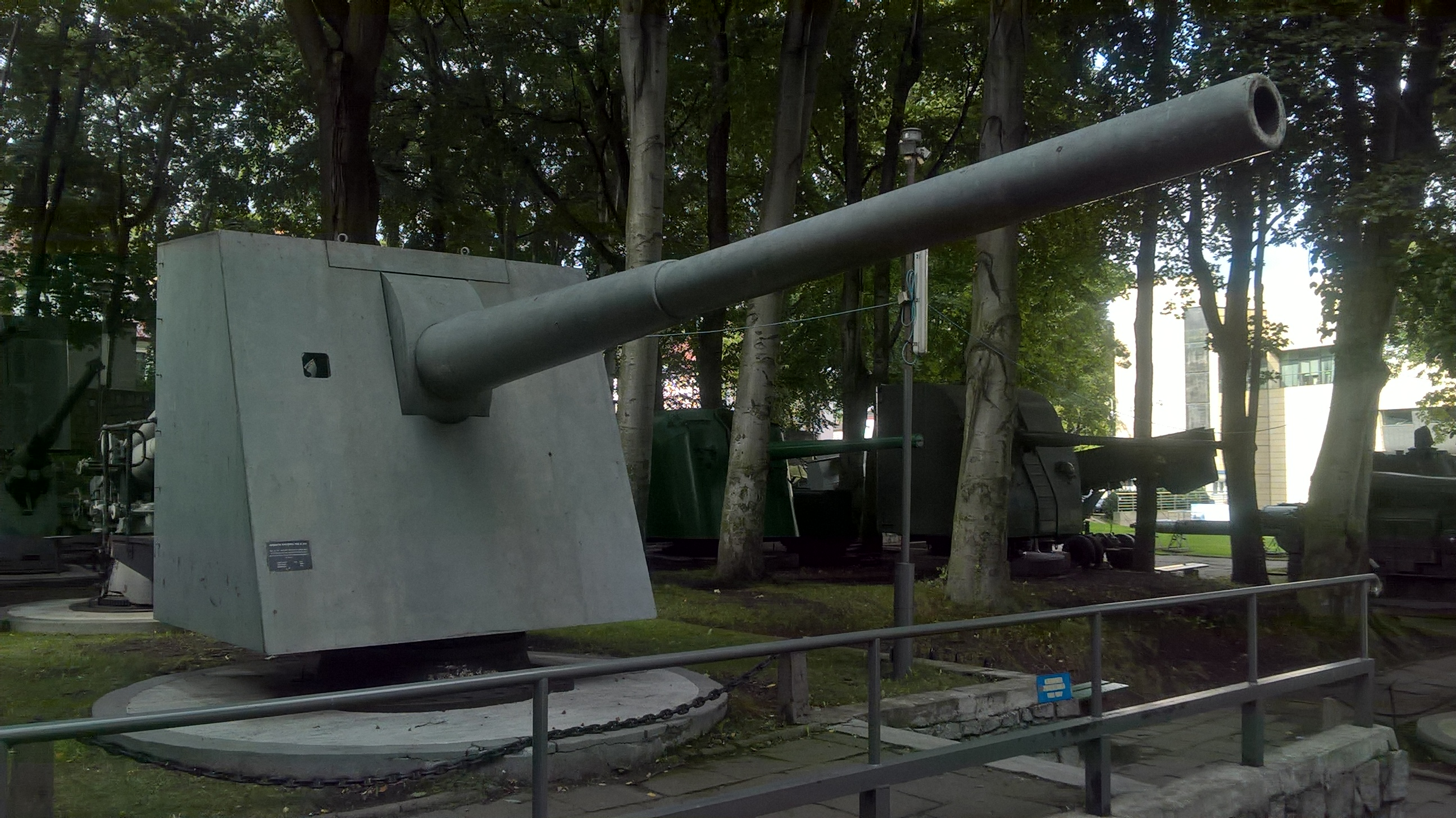
Armata Bofors wz. 30 kal. 152,4 mm Baterii im. Laskowskiego
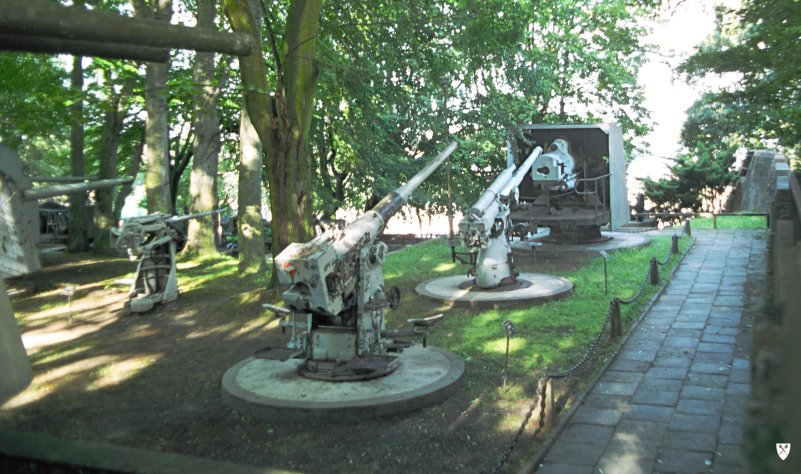
Działa okrętów podwodnych i wieża Baterii im. Laskowskiego
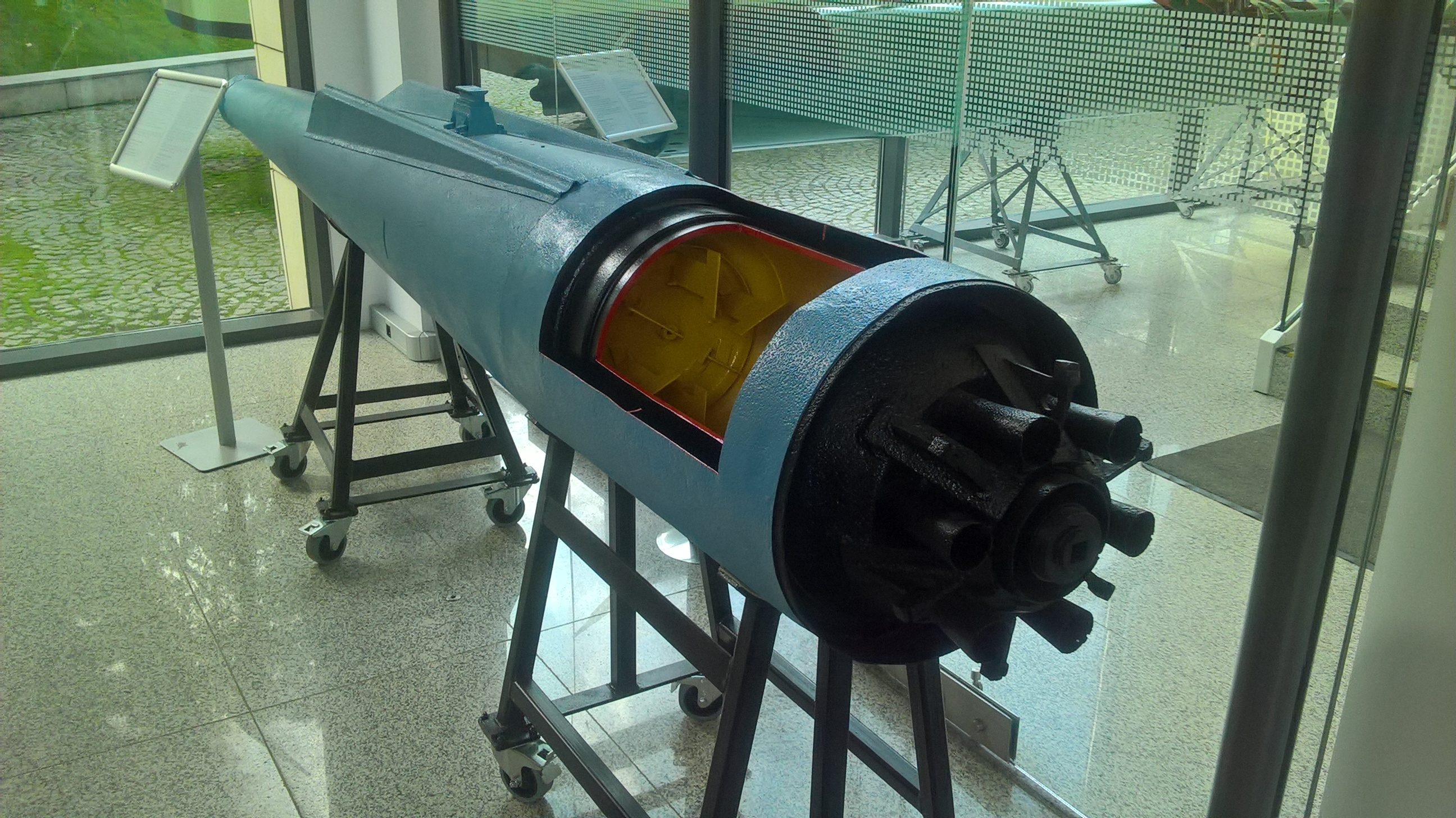
BT 1000, jedyny na świecie egzemplarz bombotorpedy o napędzie rakietowym skonstruowanej przez III Rzeszę
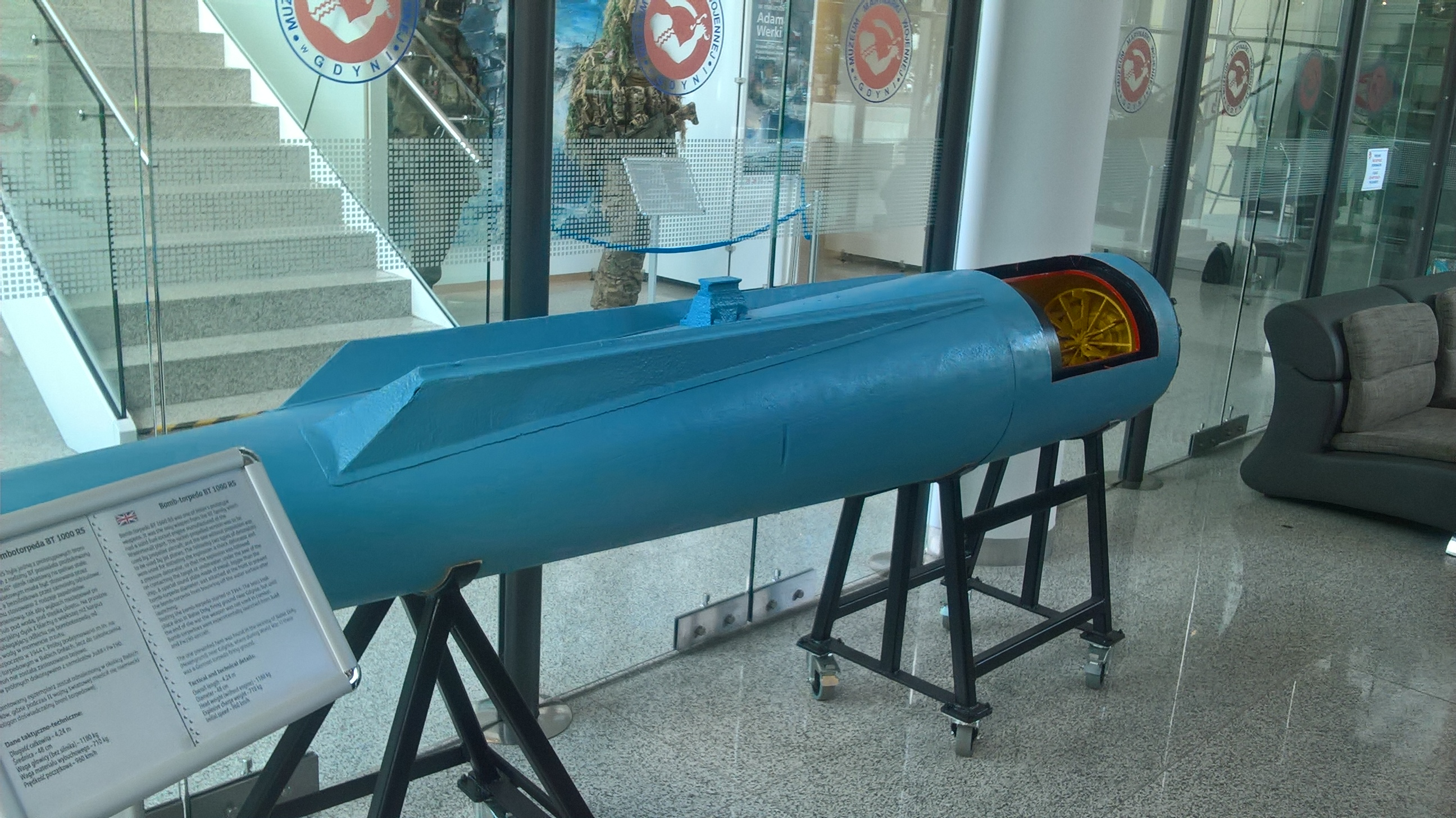
BT 1000 - widok z drugiej strony
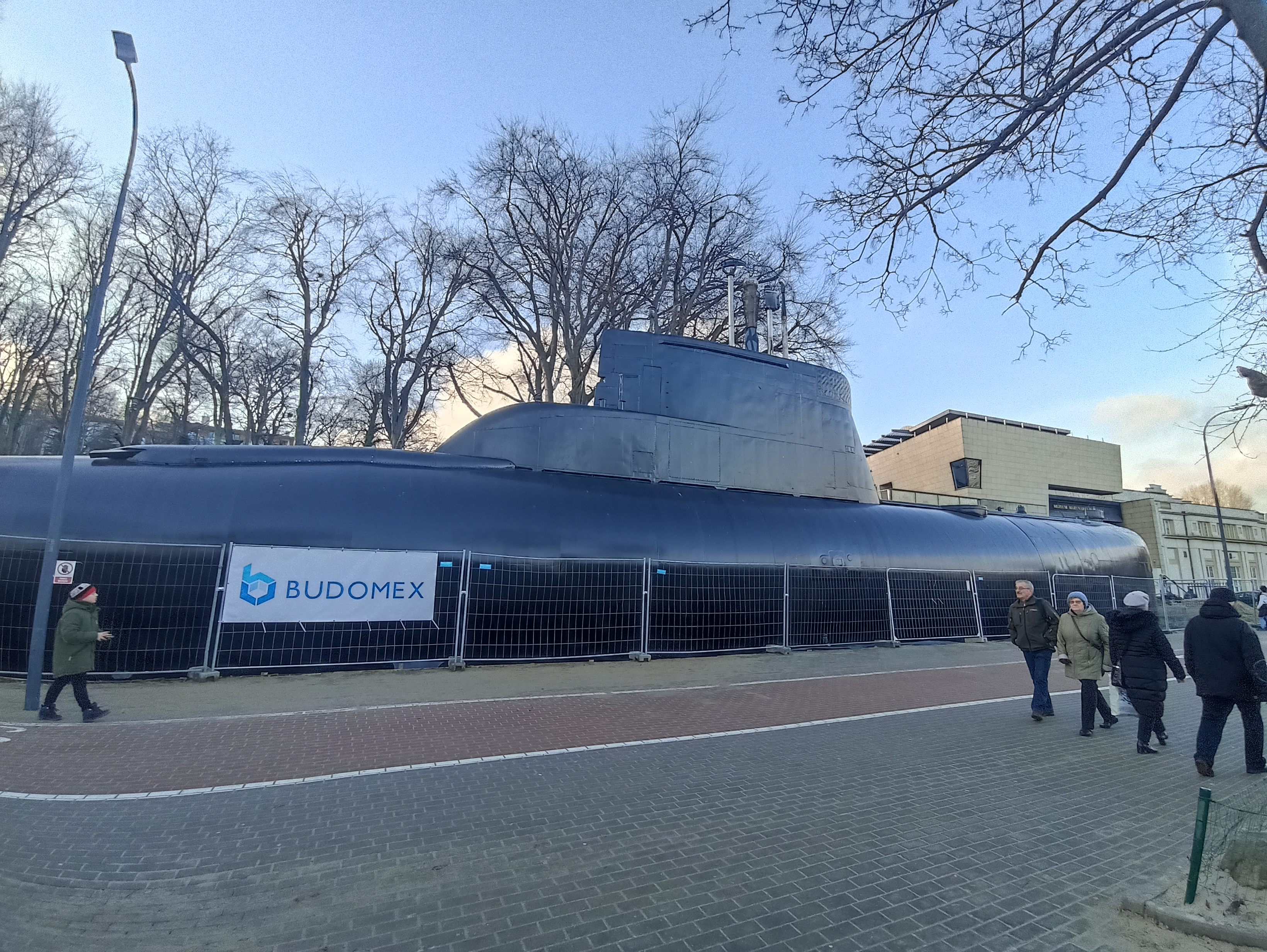
ORP Sokół